# Vlatko Marković
Vlatko Marković (serbisch-kyrillisch Влатко Марковић; * 1. Januar 1937 in Bugojno, Königreich Jugoslawien; † 23. September 2013 in Zagreb, Kroatien) war ein jugoslawischer Fußballspieler und -trainer sowie Präsident des kroatischen Fußballverbandes.
Marković spielte von 1954 bis 1968 in mehreren Vereinen hauptsächlich in der Abwehr, jedoch wurde er gegen Ende seiner Karriere in Wien – sehr erfolgreich – auch als Stürmer eingesetzt. An der Weltmeisterschaft 1962 in Chile nahm er mit der jugoslawischen Fußballnationalmannschaft als Abwehrspieler teil. Die Mannschaft wurde Vierter. Zwischen 1970 und 1993 war er Trainer zahlreicher Erstliga-Mannschaften, zuletzt trainierte er die kroatische Nationalmannschaft. Marković war außerdem von 1998 bis 2012 Präsident des kroatischen Fußballverbandes, der ihm 2005 die höchste Ehrenauszeichnung, die Trofej podmlatka, verlieh. In den Medien erregte er mit einer Äußerung gegen homosexuelle Spieler Aufsehen.

## Karriere

### Spieler
Seine aktive Spieler-Karriere begann im Jahr 1954 beim bugojanischen Verein NK Iskra Bugojno und dauerte etwa 14 Jahre. Von 1955 bis 1958 spielte er bei NK Čelik Zenica, bis er sich im Jahr 1958 für Dinamo Zagreb entschied. Dieser Verein gewann mit ihm 1962/63 den jugoslawischen Fußballpokal. Insgesamt bestritt er 252 Spiele für Dinamo.
Gegen Ende seiner Spielerkarriere stand er in Österreich zwei Jahre unter Vertrag. Beim Wiener Sport-Club spielte er im Spieljahr 1966/67 als Angreifer, erzielte in 25 Spielen 19 Tore; der WSC belegte den fünften Platz in der österreichischen – damals so genannten – Nationalliga. Beim FK Austria Wien erzielte er in der Saison 1967/68 in sechs Nationalliga-Spielen vier, im ÖFB-Cup drei Tore und ein Tor in den Spielen um den Europapokal der Pokalsieger. Zu seinen Mannschaftskollegen in dieser Zeit zählten unter anderem Josef Hickersberger und Ernst Fiala. Dazwischen spielte er kurz in Belgien beim KAA Gent in der Abwehr.
1958/59 bestritt er drei Spiele für die jugoslawische U-21-Nationalmannschaft. Sein erstes von insgesamt 16 Spielen als Abwehrspieler für die jugoslawische Fußballnationalmannschaft bestritt er am 7. Mai 1961 bei der 2:4-Niederlage gegen Ungarn, sein letztes am 30. September 1962 bei der 2:3-Niederlage gegen Deutschland.

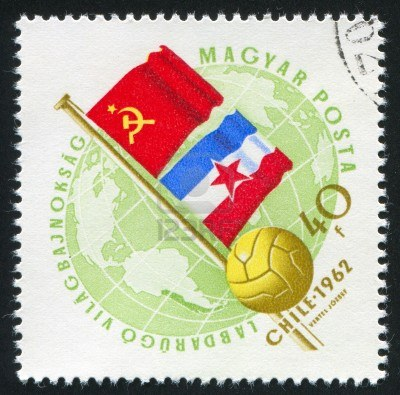
Briefmarke aus Ungarn, 1962, UdSSR – Jugoslawien, WM Chile

Bei der Fußball-Weltmeisterschaft 1962 in Chile, bei der die jugoslawische Nationalmannschaft Vierter wurde, spielte er unter Trainer Ljubomir Lovrić als Verteidiger in allen sechs Begegnungen. Im Viertelfinale siegte Jugoslawien gegen Deutschland. Jugoslawien verlor aber im Halbfinale gegen die Tschechoslowakei und unterlag auch im Spiel um Platz 3 dem Gastgeber Chile.
Seit jenem Spiel gegen Deutschland verband Marković mit Uwe Seeler eine langjährige Freundschaft. Bekannt wurde dies im November 2005, als Franz Beckenbauer Marković bei einem offiziellen Besuch einer FIFA-Delegation beim kroatischen Fußballverband als Gastgeschenk ein Trikot der deutschen Nationalmannschaft mit einer Widmung Seelers überreichte.

### Trainer
Marković entschied sich nach dem Ende seiner Spielerkarriere für ein Studium an der Sportuniversität in Zagreb, Fachrichtung Fußball. Er begann als Trainer bei NK Zagreb von 1970 bis 1973. Danach folgten Standard Lüttich (1973) und OGC Nizza. Dort war er von 1974 bis 1977 und von 1980 bis 1982 tätig, dazwischen in der Saison 1977/78 bei Hajduk Split. In den Jahren 1978 bis 1980, 1984, 1990 bis 1992 war er Trainer von Dinamo Zagreb. 1980 gewann er mit diesem Verein den jugoslawischen Fußballpokal.
In der Saison 1985/86 trainierte Vlatko Marković als Nachfolger des seit 1982 amtierenden Trainers Otto Barić, der zum VfB Stuttgart wechselte, die erste Mannschaft von Rapid Wien. Sein Co-Trainer in dieser Zeit war Walter Gebhardt. Der Verein schloss die Saison unter der Leitung von Marković als Vizemeister ab. Das Engagement von Barić in der deutschen Bundesliga war jedoch erfolglos und so wurde er bereits kurz nach Beginn der Rückrunde dieser Spielzeit entlassen. Er wechselte zurück zu Rapid Wien und übernahm erneut das Training der Mannschaft. Marković war in der Saison 1988/89 nochmals Trainer bei Rapid Wien.
Im Oktober 1988 wurde aber bereits berichtet, dass der ehemalige Fußballspieler Hans Krankl, der zu dieser Zeit noch die Trainerschule besuchte, nach dem Erhalt des A-Trainerscheins, Nachfolger von Marković werden sollte. Marković selbst reagierte auf die Berichte reserviert. Die beiden kannten sich noch aus der Saison 1985/86, damals wurde der Vertrag von Krankl bei Rapid Wien nach einem Streit mit dem Präsidium des Vereins um die Teilnahme an einem Trainingslager aufgelöst. Im Juni 1989 wurde bekannt gegeben, dass Krankl neuer Cheftrainer von Rapid Wien wird. Anfänglich war geplant, dass Vlatko Marković sich künftig um den Nachwuchs kümmere und eine Rapid-Fußballschule gründen solle. Der als energischer, aber glückloser Trainer beschriebene Marković war Anfang 1987 ein Kandidat für den vakanten Trainerposten beim LASK Linz und kurzzeitig Favorit des LASK-Präsidiums.
Kurze Zeit nach der Aufnahme des kroatischen Fußballverbandes in die UEFA und in die FIFA betreute er in den Jahren 1992 und 1993 die kroatische Nationalmannschaft in zwei Partien als Trainer; die Freundschaftsspiele gegen Mexiko (3:0) und die Ukraine (3:1) endeten jeweils siegreich. Danach wurde er von Miroslav Blažević als Trainer abgelöst.

### Präsident des kroatischen Fußballverbandes
Am 18. Dezember 1998 wurde Marković zum Präsidenten des kroatischen Fußballverbandes (HNS) gewählt und 2002, 2006 sowie 2010 im Amt bestätigt. Nach Bruno Knežević war er der zweite Präsident des Verbandes, der zuvor professioneller Fußballspieler gewesen war. Am 15. Mai 2012 kündigte er seinen Rücktritt an und legte das Amt am Ende der Fußball-Europameisterschaft 2012 nach fast 14 Jahren nieder. Sein Nachfolger wurde der ehemalige jugoslawische und kroatische Fußballspieler Davor Šuker. Als Grund für den Rücktritt nannte der 75-Jährige die fehlende Rückendeckung von Dinamo-Präsident Zdravko Mamić. Dieser gab bei einer Pressekonferenz hingegen an, dass er sich nicht von Marković abgewendet habe. Vielmehr hätte Marković einen ehrenvollen Abgang verdient, aber aus einem ihm unbekannten Grund weigere sich dieser gegen solch ein Szenario. Zuvor hatte Marković noch gesagt: „Ich gehe wann ich will, und ich werde dann gehen, wenn ich der Meinung bin, dass wir genug für den kroatischen Fußball getan haben“.
Die Medien bezeichneten die Abwahl Markovićs als Verbandspräsident als eine Erleichterung für den kroatischen Fußball. Marković wurden eine fehlerhafte Situationswahrnehmung vorgeworfen. Beispielsweise beschrieb er die Situation des kroatischen Fußballverbands im Jahr 2012, also zu einer Zeit, in der viele den Verband in einer schweren Krise sahen, mit den Worten „nikih problema“ („Es gibt keine Probleme“). Berichtet wurde darüber hinaus, dass Marković den Verband autoritär geführt und verschiedene Versprechen nicht eingelöst habe, beispielsweise hinsichtlich des Ausbaus der Trainingsstätten der kroatischen Fußballnationalmannschaft in Tuhelj sowie im Hinblick auf die nicht nach Kroatien geholte Fußball-Europameisterschaft 2012.
In seiner Funktion als Präsident kritisierte Marković des Öfteren die kroatischen Fans, da es unter ihnen einige Hooligans gab, die regelmäßig für Unruhen bei Spielen der Nationalmannschaft sorgten. Die kroatischen Fans fallen zudem wiederholt wegen rassistischen Beschimpfungen auf. Deshalb musste der Fußballverband mehrfach von der UEFA verhängte hohe Geldstrafen bezahlen. Ein weiteres Anliegen war ihm die Bekämpfung von Korruption und Spielmanipulationen. Dies betonte er beispielsweise bei einem Zusammentreffen mit UEFA-Präsident Michel Platini in der Schweiz im August 2010. Dieser forderte den kroatischen HNS im Dezember 2012 auf, deutlich schärfer gegen die heimischen Hooligans vorzugehen.
Marković übte auch an der englischen Liga Kritik, indem er ihr indirekt unterstellte, dass kroatischen Spielern in der Premier League bewusst Verletzungen zugefügt werden. 2008 verletzte sich Eduardo Alves da Silva, der damals beim FC Arsenal als Stürmer spielte, bei einem Spiel gegen Birmingham City und fiel so für das kroatische Nationalteam bei der EM 2008 aus. 2009 verletzte sich der zu dieser Zeit bei Tottenham Hotspur spielende Mittelfeldspieler Luka Modrić wieder in einem Spiel gegen Birmingham City. In diesem Zusammenhang äußerte sich Marković öffentlich: „Vielleicht hat jemand etwas gegen uns oder unser Nationalteam. Im letzten Jahr haben englische Spieler Eduardo und nun auch Modrić verletzt.“ Der Eigentümer von Birmingham City David Gold antwortete, dass es „absolut lächerlich ist zu behaupten, dass dahinter ein Komplott steht“. Er sagte auch weiter, dass es sich möglicherweise um ein Missverständnis handelt und die Aussage von Markovićs falsch übersetzt wurde.
Als Verbandspräsident bemühte sich Marković mehrere Jahre lang darum, dass die EM 2012 in Kroatien ausgetragen wird. Bei der Bewerbung mit Ungarn als Austragungspartner bei der UEFA sah Marković sein Land in der Favoritenrolle; so sagte er: „Es besteht nicht die geringste Chance, dass Kroatien und Ungarn nicht den Zuschlag für die EURO 2012 bekommen.“ Letztendlich wurden die Spiele in Polen und der Ukraine ausgetragen. Vlatko Marković zeigte sich von dem ablehnenden Bescheid der UEFA überrascht und forderte von dieser die Bewerbungskosten seines Verbandes in Höhe von zwei bis drei Millionen Euro zurück.

## Medienpräsenz
Bedingt durch seine Funktion als Präsident des kroatischen Fußballverbands existieren zahlreiche Veröffentlichungen mit und über Vlatko Marković. Dennoch wurde berichtet, dass er den Medien und einzelnen Journalisten sehr reserviert gegenübertrete, sie meide und gelegentlich beschimpfe. So gab er seinen Rücktritt als Präsident des HNS auch nicht persönlich bekannt, sondern ließ ihn von seinem Generalsekretär Zorislav Srebrić verkünden.
Aufsehen erregte Marković im November 2010, als er als Präsident des kroatischen Fußballverbandes homophobe Aussagen machte. In einem Interview mit der in Kroatien weit verbreiteten Tageszeitung Večernji List hatte er gesagt: „Solange ich Präsident des Fußballbundes bin, wird kein Homosexueller in der Nationalmannschaft spielen.“ Er führte weiter aus: „Zum Glück spielen nur normale Leute Fußball.“ Allerdings schwächte er nach diesem Interview seine Aussage ab und meinte, „er hätte nichts gegen Minderheiten“. Markovićs Aussage wählte die englische Wochenzeitung The Observer zu den „legendärsten“ Aussagen des Jahres 2010. Die UEFA verhängte hierfür gegen ihn eine Strafe in Höhe von 10.000 Euro, da er mit seinen Aussagen gegen die Statuten des Verbandes verstoßen habe, die Diskriminierung untersagen. Ein Einspruch von Marković gegen das Urteil wurde von der UEFA zurückgewiesen. Am 5. November 2012 beschloss der Oberste Gerichtshof in Kroatien, dass sich der ehemalige Trainer und Funktionär, zusätzlich zu der bereits von der UEFA verhängten Geldstrafe, für seine homophoben Aussagen zu entschuldigen habe. Im Zusammenhang mit der Entscheidung des Gerichtes im Falle Marković sorgte die Äußerung von Zdravko Mamić, „Schwule sehe ich auch in meinem Nationalteam nicht, da ich sie als Schriftsteller oder Journalisten sehe“ für Aufsehen. Sie wurde im Gegensatz zu jener von Marković von einem Gericht in Zagreb als nicht-diskriminierend Homosexuellen gegenüber eingestuft. Eine neue Entscheidung im Fall Mamić wurde vom Zentrum für LGBT (Lesben, Schwule, Bi- und Homosexuelle) im November 2012 gefordert.
Wegen der diskriminierenden Äußerungen von Marković über Homosexuelle wurde am 20. Februar 2011 eine Eilsitzung des Verbandspräsidiums einberufen und Igor Štimac als neuer Vorsitzender bestimmt, der Vlatko Marković ablösen sollte. Marković hatte gegen Štimac bei den regulären Wahlen im Dezember 2010 nur mit einer Stimme mehr knapp gewonnen. UEFA und FIFA erkannten die Wahl von Štimac aufgrund formaler Fehler nicht an und Marković blieb weiterhin Verbandschef.

## Auszeichnungen
2005 wurde Marković in den Kreis der 100 einflussreichsten Kroaten gewählt. Dies geschah vor allem, weil er als erster Kroate eine bedeutende Position in der technischen Kommission der UEFA besetzte.
2005 erhielt Marković die höchste Auszeichnung des kroatischen Fußballverbandes, die Trofej podmlatka. Der Verband ehrt mit der Auszeichnung, die seit 1979 vergeben wird, Personen für ihre besonderen Verdienste im Sport und für dessen Weiterentwicklung in Kroatien.
Marković war von 1974 bis 1986 FIFA-Beauftragter für den französischsprachigen Raum.
2006 verlieh ihm der spätere UEFA-Präsident Michel Platini im Namen des damaligen französischen Präsidenten Jacques Chirac die höchste Ehrung des französischen Fußballverbandes für seine Verdienste bei der Entwicklung des Fußballs in Frankreich und der Welt.
Am 5. Juli 2012 erhielt Marković die erstmals vom kroatischen Fußballverband verliehene Ehrenpräsidentschaft.